# Siergiej Aleksiejew (narciarz)
Siergiej Aleksiejew (ros. Сергей Алексеев, ur. w 1972) – rosyjski biegacz narciarski.

## Kariera
Największe sukcesy w karierze Siergiej Aleksiejew osiągał w zawodach cyklu FIS Marathon Cup. Zajął między innymi siedemnaste miejsce w klasyfikacji generalnej sezonu 2005/2006. Przy tym raz stanął na podium – 12 lutego 2006 roku zajął drugie miejsce we francuskim maratonie Transjurassienne. W zawodach tych uległ jedynie Włochowi Roberto De Zoltowi, a bezpośrednio wyprzedził jego rodaka Pierluigiego Costantina. W Pucharze Świata zadebiutował 9 stycznia 1994 roku w Kawgołowie, zajmując 70. miejsce w biegu na 15 km techniką klasyczną. W zawodach PŚ wystartował jeszcze tylko raz, ponownie nie zdobywając punktów, wobec czego nie został uwzględniony w klasyfikacji generalnej. Nigdy nie wziął udziału w igrzyskach olimpijskich ani mistrzostwach świata.

## Osiągnięcia

### Puchar Świata

#### Miejsca w klasyfikacji generalnej
- sezon 1993/1994: -

#### Miejsca na podium
Aleksiejew nie stał na podium indywidualnych zawodów Pucharu Świata.

### FIS Marathon Cup

#### Miejsca w klasyfikacji generalnej
- sezon 2005/2006: 17.

#### Miejsca na podium
| Nr | Dzień     | Rok  | Zawody           | Dystans               | Czas biegu  | Strata      | Pozycja | Zwycięzca       |
| -- | --------- | ---- | ---------------- | --------------------- | ----------- | ----------- | ------- | --------------- |
| 1. | 12 lutego | 2006 | Transjurassienne | 76 km stylem dowolnym | 3:17:36.0 h | +1:51,0 min | 2.      | Roberto De Zolt |